# ETR 401
L’elettrotreno FS ETR.401 — электропоезд, который эксплуатировался итальянской железнодорожной компанией Ferrovie dello Stato.
Проект был начат в 1967 году, когда он был презентован в Генуе на международном съезде транспортных инженеров, где инженер Паолино Кампосано, вице-директор компании Ferrovie dello Stato предложил реализацию нового современного поезда. Стимулируемый одобрением и любопытством, инженер Кампосано вызвал директора Fiat Ferroviaria, профессора Франко ди Маджо, который к концу этого же года уже опубликовал черновик.
Определена  целесообразность идеи Ди Маджо и объявлена готовность FIAT к реализации, в мае 1970 FS выделила средства для развития и разработки ETR 401, который должен стать первым составом новой группы электропоездов.
Экономический кризис начала семидесятых вместе с политической ситуацией привел к уменьшению масштаба программы, несмотря на то что ETR 401, законченный в 1976 году, остался уникальным экземпляром.
Классификация ETR.400, определяемый только ETR.401, и был повторно использован в 2013 году Trenitalia для нового электропозда Frecciarossa 1000